# Hadirah
Hadirah (arabe : حضرات) est un village libanais situé dans le caza du Metn au Mont-Liban. La population est presque exclusivement chrétienne.